# Xian de Yongren
Le xian de Yongren (永仁县 ; pinyin : Yǒngrén Xiàn) est un district administratif de la province du Yunnan en Chine. Il est placé sous la juridiction de la préfecture autonome yi de Chuxiong.

## Démographie
La population du district était de 102 419 habitants en 1999.